# 佐々木博之
佐々木 博之（ささき ひろゆき、1955年3月3日 - ）は、日本の芸能レポーター・芸能ライター・週刊誌『フライデー』のベテラン記者である。同じ芸能レポーターの井上公造が代表取締役を務めるKOZOクリエイターズ所属。通称「ささやん」。同姓同名で映画やドラマのプロデューサーである佐々木博之（DHE）がいるが、全くの別人である。

## 人物・来歴
宮城県仙台市出身。中央大学理工学部を卒業後、レーシングチームのマネージメントなどチーム運営に係わっていた。
31歳の時に、講談社と契約して、写真週刊誌「フライデー」の取材記者となり、芸能、事件などの記事を担当する。
その後、現在にかけては「フライデー」のほかに、「週刊現代」や「月刊現代」も加えて取材活動を行い、テレビ・ラジオ番組も芸能情報コーナーなど出演している。早朝番組などでは眼鏡姿での出演も多く見かけられる。
趣味は空手で、47歳にして白蓮会館に入門し全関東空手道選手権大会にも出場している。

## 出演番組

### これまで出演した番組
テレビ
- レッツ!・コーナー「ウワサの地獄耳」（日本テレビ）
- ザ!情報ツウ・水曜コーナー「ウワサの地獄耳」（日本テレビ）
- ラジかるッ・金曜日（日本テレビ）
- ワイドABCDE〜す・コーナー「大淀芸能情報局」（ABCテレビ）
- わいど!ABC（ABCテレビ）
- ムーブ!・火曜（ABCテレビ）
- おはよう朝日 土曜日です（ABCテレビ）
- 2時ワクッ!・金曜（関西テレビ）
- なるトモ!・木曜（読売テレビ）
- 週刊えみぃSHOW（読売テレビ）
- おめざめワイド・火曜（中京テレビ）
- 松本清張スペシャル・指（日本テレビ）
- キャッチ!・月曜（中京テレビ）
- 今日感テレビ（RKB毎日放送）
- クイズ!脳ベルSHOW（BSフジ）